# トイレット博士
『トイレット博士』（トイレットはかせ）は、とりいかずよしによる日本のギャグ漫画。1969年に読み切り版、1970年から1977年まで『週刊少年ジャンプ』（集英社）誌上に連載された。

## 概要
『少年ジャンプ』の創刊2年目から開始された連載は7年間に及び、同誌を100万部雑誌にのし上げた立て役者にもなった、大ヒット作品である。とりいかずよしの出世作であり代表作の一つ。「ジャンプ・コミックス」単行本全30巻は、当時としては記録的な長寿連載であり、『こちら葛飾区亀有公園前派出所』（1984年6月に31巻発売。その後2016年10月に全200巻で完結）に抜かれるまで『ジャンプ』史上最長で、累計発行部数も1000万部を記録している。その一方で、過激な表現・暴力表現で物議を醸し、社会現象にもなった。
後発誌であった『少年ジャンプ』は赤塚不二夫を週刊連載という形で起用できず、フジオプロのアシスタント達との交代掲載という形で起用。そのうちの1作がとりいかずよしの「トイレット博士」であり、たちまち人気を得て毎週連載に昇格した。とりい自身もフジオプロからの独立も果たした。テレビアニメ化の話があったものの、タイトルをゴールデンタイムにふさわしいものに変更するよう要請されたため、話がまとまらなかったという。
『少年ジャンプ』のモットーである友情・努力・勝利が初めて作品中で提示された作品と言われる。
連載終了後 、1979年に『ヤングジャンプ』創刊号から続編が描かれた。「一丁目のスナミちゃん」である。団員たちが高校生という設定であり、スナミ先生は奥さんに逃げられた状態で登場する。連載は短期間であった。1981年に集英社漫画文庫で単行本化された。
1996年には「ジャンプ コミックス セレクション」傑作集上下巻が発売になり、公式サイトも開設されメタクソバッジの復刻が行われた。ファンクラブのメンバーにだけ郵送された二作品の復活作品が存在している。この復活ファンクラブも現在は休止中。
1997年には本作のCD－ROM EXTRAがIMMEより発売、同年11月19日には、本作のイメージソングとしてシングルCD「うーん恋した時から…」（歌：うんこちゃん）が発売された。
1999年には太田出版から愛蔵版が発売。全作を収録予定だったが、三冊を刊行したところで発売が止まってしまった。しかし復刊ドットコムにより続刊が発行され、現在では全巻を読むことが出来る。
トイレット博士では現在では差別的と判断される語句や表現が存在し、旧作を復刻する際にはそのような話を未収録にするか言葉を変更して掲載することが多いが、愛蔵版では表現を変更せずに掲載しているのが特徴である。
同じ『週刊少年ジャンプ』に載っていたギャグ作品とのジョイント企画もあり、元アシスタントでもある柳沢きみおの『女だらけ』や、当時ジャンプ誌上で人気を二分していた吉沢やすみの『ど根性ガエル』、またデビュー間もなく女性を装っていた車田正美の『スケ番あらし』との合体作品がある。

## 作品史
便宜上、内容にて大きく分けて3部構成になっている。
第1部
単行本1 - 5巻。初出は『週刊少年ジャンプ』1969年23号の「赤塚ギャグ笑待席」である。この連載は赤塚不二夫がかなりの売れっ子であったため、『ジャンプ』編集部は週刊連載を依頼することができず、結局赤塚が一週おきに執筆して、穴埋め分は当時とりいが所属していたフジオプロ作家が持ち回りで掲載する形となったものである。とりいは古谷三敏、長谷邦夫と交互に作品を発表。このとりいの持ち番に掲載されたのが本作であった。この連載が終了した後も、とりいは『ジャンプ』誌上で数回本作を読み切りの形で発表。月1回から月2 - 3回と発表頻度が増え、そのまま自動的に連載漫画となった。定期連載となってからは一度も休載していない。
序盤の徹底したスカトロジー表現は、恩師・赤塚の「お前は顔が汚いからウンコ漫画を描け」という指示を受けてのものだったと、太田出版『愛蔵版トイレット博士』第1巻あとがき・解説に記されている。とりいは「赤塚先生はお金のタブーを破った。永井豪は性のタブーを破ったので、僕に残されたものはうんこのタブーだと考えた」とも語っている。
主役は一応トイレット博士だが、タメやん、うんこちゃん、ダラビチ博士などの人気サブキャラクターが続々登場した。
第2部
単行本6 - 11巻。一郎太が登場し、主役に。うんこネタだけではアイデアが枯渇して苦しくなってしまい、方向転換で人情ギャグにした。しかし、この方向転換が逆にアンケートの結果を飛躍的に伸ばし、とりい自身の執筆も楽になったが、その一方で主人公トイレット博士の登場回数が無くなってしまった。このことは、『ジャンプ』連載漫画のひとつの特徴として語り草となり、連載後期の作中でも何度もネタにされている。とりいも「トイレット博士はあまりにも不運な主人公であった」と、単行本ならびに愛蔵版にてコメントしている。
第3部
単行本12巻 - 30巻。一郎太が中学に入学する。スナミ先生が次第に主役の座へ。13巻でスナミ先生が三日月をまじえてメタクソ団を結成し一郎太が加わる。単行本のサブタイトルの語尾が、これまで「ケツホース」による「ケツかる」から、「マタンキ鳥」による「マタンキ」にかわる。大半がメタクソ団を中心としたストーリーとなる。『少年ジャンプ』のアンケートでも常に上位を保ち、表紙にもメタクソ団が何度も登場する。少年ジャンプの懸賞でマタンキバッチが景品として出される。
8月の終戦記念日近くでは、スナミ先生やワイワイ校長の戦争中のエピソードが掲載される。この際はギャグは基本的に抑えられ、悲しい人間のドラマが描かれる。
最終回が連載313回という当時の少年漫画での最高連載回数を誇り、一郎太、三日月、ピッピら中学生団員たちの卒業により、メタクソ団の解散となる。スナミ先生は寂しさのあまり、二郎太、四日月、チンチン坊、ペッペという前の団員とそっくりのメンバーを探し、さらにワイワイ校長を加えた新メタクソ団を結成するとともに、一郎太たちと永遠の友情を誓い合ったところで連載が終了する。
『週刊少年ジャンプ』で「トイレット博士」がほとんど登場せず、実質題名のみとなった後は、『別冊少年ジャンプ』や『少年ジャンプ増刊号』の季刊誌にて、トイレット博士が登場する作品が掲載されていた。従ってこの時期のジャンプ・コミックス単行本には、『週刊少年ジャンプ』本誌に載っていた本編に季刊誌掲載分を挟んで収録されている。なお、一部のジャンプ・コミックス単行本では、週刊少年ジャンプ連載とは異なった順で収録されており、前後関係に違和感がみられる。

## 主な登場人物

### 第1部
トイレット博士
主人公。人糞を研究する科学者にして医師。頭の禿げた中年男性。研究は特殊だが性格は真面目。実際に主役となった回は数える程しかない。「ジャンプマルチワールド」では「目立たない主人公No1」とレッテルをはられ、初期はダラビチ博士やうんこちゃんに、後半はスナミ先生や一郎太達に出番を奪われ、全くと言っていいほど登場しなくなくなり、最終回にもトイレット博士は登場しない。チョイ役で出ても悲惨な目にあうことが多い。
トイレット博士の助手
名前は不明。口癖は「だど」や「もう」。仕事に対してやや遊び半分なところがあるが、助手としての役割は果たしている。意外と忍耐力があるらしく、ウンコの我慢大会では便器メーカーの社長令嬢と優勝を争った（この大会をきっかけに社長令嬢と結婚）。実際に登場していたのは初期のみ。
バキュームエンジェル・うんこちゃん
人糞を愛する謎の美少女。初期は吸クソ鬼という呼称もあった。途中から食糞を控えるようにしだしたからか、徐々に出番が無くなっていった。
ダラビチ博士
初期の実質的な主役。本来は悪徳な科学者でありニセ医師。語尾は「〜ダラ」。トイレット博士の幼馴染み。名前は「オサム」。
トイレット博士をライバル視し、金と名声に異常な執着があり、次から次へと騒動を起こすトラブル＆ギャグメーカー。ガン患者に「お金を寄付する」など、悪に徹しきれない人情家の部分や、母親思いの面もある。ニセ医者として逮捕されて以降、改心して騒動を起こしながらも人のために尽くそうとする。
ダラビチ博士の助手
名前は不明。小心者だがあくどい所がある。数日間も食事をしていない事がざらにある等、常にひもじい思いをしている様子。トイレット博士の助手と同様、出番は初期のみ。
タメやん
バキュームカーの運転手。人情に厚く、彼が主人公の回も多い。語尾は「やんけ」。使用しているバキュームカーのホースは生きており、ホース絡みの話も幾つか存在する。

### 第2部以降
スナミ（先生）
本名はスナミ・オサム。一郎太達が通う学校（大山小学校→大山第一中学校）の教諭。後に教務主任になったと自慢するシーンがある。年齢は焼け跡世代で明確にはなっていない（「花子の下着」で太平洋戦争末期に国民学校の生徒だったこと、地元が空襲を受けた際に自分を爆撃から庇った同級生の花子を失ったと話す描写がある）。「～だっチ」と語尾に付けるのが口癖。メタクソ団を結成し、メンバーに同志の証である「メタクソバッジ」（大きさはメダル大で金属製。縦書きで「MK」の文字が入る）を配る。シャツの文字は「マ」。教師としてはあまりに下品かつ低俗な言動の為、一郎太を始め生徒から基本的に馬鹿にされているが、ここぞという時は男を見せる。もっともその行動もやはり下品である事が多い。名前と見た目のモデルは担当編集者・角南攻（名前の読みも同じ）で、作中に登場する妻子も実在の彼の家族をモデルにしている。大の中日ドラゴンズファン（作者であるとりい本人とモデルである角南の趣味を反映している）。後にサイボーグ教師になったりタコ型宇宙人になったりしたが、再び人間に戻り、メタクソ団を再結成する。
最終回ではかつてのメタクソ団メンバーによく似た面子+校長を迎え新生メタクソ団を結成し、卒業する一郎太達を送りだした。
一郎太
第2部以降、事実上主役になる少年。メタクソ団メンバー。シャツの文字は「タ」。初登場時は『サダオ』という名前で出てきた。メタクソ団の実質的なNo.2。坊主頭に十円禿、たらこ唇が特徴。メタクソ団のメンバーらしく言動は下品かつ低俗でスケベだが、友情に厚い少年。家族は両親と祖母、弟。祖母と部屋を同じくしており、時々二人で大騒動をおこす。読売ジャイアンツファンで、中日ファンのスナミとはしばしば喧嘩を起こす。
三日月
本名は三日月半平太。一郎太の仲間でメタクソ団メンバー。シャツの文字は「ン」。三日月形の禿があり、語尾に「ム～ン」を付けて喋る。月の英語のmoonに由来する。メンバーの中では一番地味なキャラだが好きなキャラのアンケートで1位を取った事がある。珍騒動にまい進するメタクソ団の中ではややクールで冷静に物を見るポジション。
チン坊
本名は珍念与八郎。一郎太の仲間でメタクソ団メンバーで唯一の小学生。シャツの文字は「キ」。語尾に「らろぉ〜」とつける等舌足らずな喋り方で常に鼻水を垂らしている。鼻水はいくらでも出てくるので無くならない。初登場時期はマリちゃんと同じ。メンバー最年少だが一郎太よりもチンポコがデカイ。ちゃっかり者で、他のメンバー三人が酷い目にあっている中でも一人だけおいしい思いをする事が多い。また流血沙汰が大好きという物騒な一面も。
静子（スナミの妻）、一城（長男）、双葉（長女）
スナミ先生の妻子。家族そっちのけでメタクソ団の活動に没頭するスナミ先生に妻子揃って呆れており、スナミ先生も自分の家族を大切にしてはいるものの、しばしばメタクソ団との友情と家族サービスとの板ばさみに悩んでいる。実在の息子はアニメプロデューサーで株式会社コミックス・ウェーブ・フィルム取締役の角南一城。
ピッピ
末期近くに登場。不和によるメタクソ団解散時にスナミ先生が立ち上げた新生メタクソ団の見習いでやってきた。シャツの文字は「ペ」。この文字の根拠は、かつてスナミ先生がピッピにメタクソ団を乗っ取られ追い出された時期があり、そのことを根に持ち「お前はペンコロのぺで十分だっチ」といったことによる。ヘルメットを常にかぶっており、かつ極度の近視で分厚いメガネが特徴。歯は丈夫で一度噛み付いたら離さない。口調が「であります」調で丁寧、かつ糞真面目すぎて融通のきかない、ある意味危険なキャラ。語尾に「ピッピ」をつけてしゃべる。
ワイワイ校長
一郎太達が通う大山一中の校長。大山小学校の校長とは兄弟関係であり、他に幼稚園の園長をしている兄弟も存在する。語尾は「ワイワイ」。部下のスナミはかつて教え子でもあった。出征経験があり、8月になると校長の兵隊時代の悲しい思い出を語る話が掲載される。普段は校長の地位を傘に威張っているが、実はメタクソ団に入りたくてたまらないため、普段は頭が上がらないスナミ先生もメタクソ団絡みになると態度を変えている。舌が短くマタンキと言えない（マタンピになる）、実力不足などの理由をつけられて入団を認められなかった。メタクソ団からはいつも悲惨な目にあわされている。再婚で結婚した奥さんは24歳で美人と、年の差婚の先駆けとも言える。最終回、一郎太達が卒業後の新生メタクソ団にて正式な団員になった。
マリちゃん
本名は小林マリ子。一郎太の小学生時代のガールフレンド。一郎太が密かに恋心を寄せていたが、途中で転校してしまう。
アオバナ
一郎太の同級生。その名の通り常に鼻水をたらしている。語尾は「〜ズズ」。
作者（とりいかずよし）
作中に時々登場する。ストーリーと直接絡む事は少ないが、登場人物と共演することもある。

#### メタクソ団
- スナミ、一郎太、三日月の3人によって結成されたグループ。その後、チン坊が加入し末期の頃にはピッピが入る。
- 合言葉は「マタンキ」（後期には「ホモビアン」も）で、互いのメタクソバッジを見せ合って叫ぶ。「友情」「努力」「勝利」をモットーとしている。途中で「チンコロ　カンコロ」という合言葉も考案されているが、のちに「マタンキ」に戻る。
- 部室は学校内の部屋を確保できなかったため、校庭に穴を掘り地下室を作って部室にしていたが、アルコールランプの火の不始末で部室が火事になり、使用できなくなったため、校舎の屋根裏に勝手に忍び込み部室にしている。
- 学校内では最低辺の存在だが、メタクソ団に加入したがっている校長に対しては強い。
- 「団員同士隠し事をしてはならない」という考えの元、人目につかない所では全裸で活動する事が多い。脱いだ時に「好きねえ、ハダカが」という突っ込みが書かれることがある。
- 代表的な必殺技は「七年殺し」。相手の肛門に両手を入れ中で指で７を表現、七年後の命の保障がないという技。ついで「地獄ゴーリン」がうまれた。相手の周りで回り続け相手の目が回ったときに急所にチョップをするというもの。作者の前書きで「オリンピックの五輪にあわせて考えてみたがあまりうけなかったちゃん」とある。

## 書誌情報
- 集英社「ジャンプ・コミックス」全30巻

最も普及した単行本。レイアウトはオリジナルと同じだが、「扉」はオリジナルが1頁丸々使ったのに対し、単行本は3/4頁分を使用し、ケツホースやマタンキ鳥によるサブタイトル読み上げとなったため、下1/4はとりいによる新規描きおろしプロローグを記載し、話に入っていく構成となっている。
一部未収録の話も存在、特にクロスオーバー作品は19巻収録の「トイレット博士+女だらけの巻」だけ収録されている。
- 集英社 電子書籍 全30巻

先述のジャンプ・コミックスをそのままに有料電子書籍化。なおクロスオーバー作品の内「トイレット博士+ど根性ガエル」は、「ど根性ガエル 単行本未収録作品 2巻」に収録されている。

## 関連作品
- マタンキー（週刊プレイボーイ連載）